# Sarahah
Sarahah (in arabo صراحة‎?, ṣarāḥa, "franchezza"/"onesta") è un social network, nato nell'Arabia Saudita, con l'intento di inoltrare feedback costruttivi in modo anonimo. È stata creata da Zain-Alabdin Tawfiq, nel novembre 2016, raggiungendo un improvviso successo mondiale nella metà del 2017. Questa crescita è considerata correlata con la distribuzione di un aggiornamento di Snapchat che ha permesso alle persone di condividere URL dell'applicazione sui propri snap.

## Storia
Sarahah consente a chiunque di inviare messaggi di testo agli utenti registrati, in modo completamente anonimo. Inizialmente, l'applicazione era stata concepita affinché i dipendenti potessero inviare feedback ai loro capireparto senza temere ritorsioni.
È stata pubblicata sull'App Store di Apple negli Stati Uniti il 13 giugno 2017, ma ha raggiunto utenti anche in altri diversi altri Paesi, tra i quali Canada, India e Libano. Il 5 luglio 2017 è stato distribuito un nuovo aggiornamento di Snapchat, il quale consentiva di inserire collegamenti ipertestuali nei suoi contenuti. Nel giro di due settimane, Sarahah è diventata l'applicazione più scaricata del momento. L'aumento di interesse è stato rilevato in un rapporto di Google Trends.
Nel giugno 2019, Sarahah ha smesso di funzionare in modalità completamente anonima, impedendo così l'invio di messaggi senza autenticazione. Attualmente non è più presente come applicazione per dispositivi mobili, tuttavia rimane la sua interfaccia web che è possibile utilizzare registrandosi presso il servizio o con un account social come Facebook.

## Controversie
Il 26 agosto 2017 è stato riferito che l'applicazione mobile Sarahah caricava, senza darne notifica, la rubrica dell'utente sui suoi server web.
Il 12 gennaio 2018 una donna nel Queensland, in Australia, aveva avviato una petizione per vietare l'utilizzo dell'applicazione (e similari), dopo che gli amici di sua figlia tredicenne, le avevano inviato messaggi offensivi, inclusi alcuni che la incitavano al suicidio.
Un rapporto della Special Broadcasting Service (SBS) australiana, ha affermato che la madre della bambina, Katrina, avrebbe invitato l'App Store di Apple e Google Play a bloccare i download di Sarahah.
Il 21 febbraio, Katrina, ha pubblicato un messaggio in cui dichiarava il successo della sua azione, affermando che sia Apple, sia Google avevano rimosso l'app dai loro store online.

## Utilizzi illustri

### ONG
Una ONG indiana, Ungender, ha utilizzato Sarahah per affrontare il problema delle molestie sessuali.